# La rivoluzione proletaria e il rinnegato Kautsky
La rivoluzione proletaria e il rinnegato Kautsky (in russo: Пролетарская революция и ренегат Каутский) è una delle opere politiche di Lenin, un saggio del 1918 nel quale egli difende i bolscevichi dalle critiche a loro mosse da Karl Kautsky, uno dei leader intellettuali dei socialisti moderati.
Il saggio venne scritto da Lenin tra ottobre e novembre 1918 in risposta al pamphlet Die Diktatur des Proletariats pubblicato da Kautsky qualche mese prima, nel quale egli polemizzava sul ruolo della democrazia e sull'uso della forza nella transizione al socialismo. Kautsky rimproverava a Lenin di aver tentato una rivoluzione proletaria in un paese sottosviluppato (contrariamente alle previsioni di Marx). Inoltre accusava il potere bolscevico di essere una dittatura più "blanquista" che marxista.

## Descrizione
Nel saggio Lenin scrive che Kautsky ha distorto la concezione della democrazia di Karl Marx e Friedrich Engels e la sua relazione con socialismo e rivoluzione. Inoltre, Kautsky viene accusato di "far tante chiacchiere... per confondere la questione", per esempio quando parla della democrazia nei regimi capitalisti, invece di utilizzare il termine "democrazia borghese", che ha una forte connotazione di classe, egli parla di "democrazia pre-socialista."
Una questione importante sollevata da Kautsky nel suo scritto era stata lo scioglimento dell'Assemblea Costituente da parte dei bolscevichi. Lenin scrive che è il "cuore" del pamphlet e che si tratta di una domanda veramente importante in quanto "il rapporto tra democrazia borghese e democrazia proletaria qui si confronta con la rivoluzione in forma pratica". Lenin prosegue affermando che Kautsky ricorre alla menzogna e alla falsificazione dei fatti al fine di cercare di sostenere il suo punto di vista. Secondo Lenin, le questioni fondamentali, soprattutto per qualcuno che si dichiara marxista, non ricevono nessuna attenzione da parte di Kautsky ed anzi vengono da lui evitate accuratamente, come per esempio non rispondendo alla domanda se "la repubblica parlamentare borghese-democratica sia inferiore o meno alla repubblica della Comune di Parigi o di tipo sovietico". In sostanza, egli non dice se il socialismo è o no una forma superiore di democrazia, rispetto alla democrazia borghese.